# Дальневосточный фронт
Дальневосточный фронт (ДВФ) — оперативно-стратегическое объединение (фронт) советских войск на Дальнем Востоке Союза ССР.
К 1941 году численность формирования достигала 500 тыс. человек, а в 1945 году — 1,7 млн, на вооружении которых состояло свыше 5 тыс. танков и 5 тыс. самолётов. Под конец войны фронт состоял из 15 армий и Тихоокеанского флота.

## Первое формирование
Создан по приказу Наркома обороны Союза ССР от 28 июня 1938 (в соответствии с постановлением Главного военного совета РККА от 8 июня 1938) на базе Особой Краснознамённой Дальневосточной армии (ОКДВА) и именовался Краснознамённым Дальневосточным фронтом. В состав фронта вошли управление, 1-я и 2-я армии, а также Хабаровская группа войск.
Войска фронта принимали участие в конфликте у озера Хасан в июле — августе 1938 года.
После окончания боевых действий в районе озера Хасан решением Главного военного совета РККА, от 31 августа 1938 года, управление фронта было расформировано. Из войск фронта сформированы 1-я и 2-я Отдельные Краснознамённые армии, непосредственно подчиняющиеся Наркомату обороны СССР.

1. В целях скорейшей ликвидации всех выявленных крупных недочетов в боевой подготовке и состоянии войсковых частей КДФ, замены негодного и дискредитировавшего себя в военном и политическом отношении командования и улучшения условий руководства, в смысле приближения его к войсковым частям, а также усиления мероприятий по оборонной подготовке Дальневосточного театра в целом, — управление Дальневосточного Краснознаменного фронта расформировать. — Приказ Народного комиссара обороны Союза ССР № 0040, от 4 сентября 1938 года.

### Командование
Командующие:
- Маршал Советского Союза В. К. Блюхер (1 июля 1938 — 4 сентября 1938)

Член Военного Совета:
- дивизионный комиссар П. И. Мазепов (июль — август 1938)

Начальник штаба:
- комкор Г. М. Штерн (июль — август 1938)

## Второе формирование
Управление фронта было вновь создано 1 июля 1940 года на базе управления фронтовой (Читинской) группы войск с подчинением ему 1-й и 2-й Отдельных Краснознамённых армий, 15-й армии, а также Северной армейской группы. В оперативном подчинении находились Тихоокеанский флот и Краснознамённая Амурская флотилия. Штаб-квартира фронта — Хабаровск.
В июне 1941 года в состав фронта были также включены вновь сформированные 25-я и 35-я армии. В августе 1942 года на основе ВВС общевойсковых армий были сформированы 9-я,10-я и 11-я (в декабре 1944 преобразована в 18-й авиационный корпус) воздушные армии. В июле 1943 года в составе фронта на базе Особого стрелкового корпуса (Сахалин) была сформирована 16-я армия.
После начала Великой Отечественной войны войска фронта активно готовились к возможному вторжению японских войск на территорию СССР на стороне гитлеровской Германии: строились приграничные укрепрайоны (к 22.06.1941 фронт имел 11 УР, к лету 1945 их было 17), многочисленные оборонительные полосы и укрепления в тылу, отрабатывались навыки войск для ведения боевых действий в обороне. Также фронт активно готовил войска и пополнения для действующей армии, в критических ситуациях на советско-германском фронте из его состава направлялись в действующую армию целые соединения. Так, с июня по декабрь 1941 года Дальневосточный фронт передал в действующую армию 13 дивизий (8 стрелковых, 4 танковых, 1 моторизованную). Летом и осенью 1942 года фронт направил на войну 8 стрелковых дивизий и 3 стрелковые бригады. В январе 1943 года в действующую армию направлены 2 кавалерийские дивизии. После этого передача воинских частей на советско-германский фронт прекратилась. 
Наряду с этим, в конце 1943 года Ставка ВГК поставила перед командованием фронта задачу изучения дислокации и состояния японской Квантунской армии и предварительной отработки будущих наступательных действий против неё.
На август 1944 года численность войск Дальневосточного фронта составила 624 тысячи красноармейцев и сержантов (без офицерского состава).
С февраля 1945 года фронт стал получать первые воинские части для своего усиления из западной части СССР, после победы над Германией в мае 1945 года поступление новых войск многократно увеличилось.
19 марта 1945 года Директивой Ставки ВГК часть войск фронта (1-я Краснознамённая, 25-я и 35-я армии, 9-я воздушная армия, 10-й механизированный корпус) были выделены в Приморскую группу войск (с 5 августа 1945 года — 1-й Дальневосточный фронт).
5 августа 1945 переименован во 2-й Дальневосточный фронт.
Дальневосточный фронт в период Великой Отечественной войны занимался производством продовольствия. 27 февраля 1943 года постановление Государственного комитета обороны № 2788сс установило для Дальневосточного фронта план добычи рыбы в размере 50 тысяч центнеров. Командующий Дальневосточным фронтом должен был выделить 30 тысяч красноармейцев на лов рыбы. В 1943 году воинские части и подсобные хозяйства Дальневосточного фронта добыли около 67 тысяч центнеров рыбы. Подсобные хозяйства Дальневосточного фронта поставили картофеля для снабжения войск:
- в 1942 году — около 9 тысяч тонн;
- в 1943 году — около 18 тысяч тонн.

В 1941—1945 годах в сельскохозяйственных работах в Приморском и Хабаровском краях ежегодно участвовали от 15 тысяч до 55 тысяч военнослужащих и 900—1000 машин Дальневосточного фронта.

## Командование

### Командующие
- Генерал-полковник, с 22 февраля 1941 — Генерал армии Апанасенко Иосиф Родионович (14 января 1941 — 25 апреля 1943);
- Генерал-полковник, с 26 октября 1944 — Генерал армии Пуркаев Максим Алексеевич (25 апреля 1943 — 5 августа 1945).

### Члены Военного совета
- Корпусной комиссар Желтов Алексей Сергеевич (24 февраля — 15 августа 1941);
- Дивизионный комиссар, с 9 декабря 1941 — Корпусной комиссар, с 6 декабря 1942 - Генерал-майор, с 19 января 1944 — Генерал-лейтенант Яковлев Фома Павлович (15 августа 1941 — 5 августа 1945);
- Генерал-лейтенант Леонов Дмитрий Сергеевич (13 мая — 5 августа 1945);
- Генерал-майор Кудрявцев Василий Николаевич (9 июля — 5 августа 1945).

### Начальник политического управления
- Дивизионный комиссар Яковлев Фома Павлович (7 июля 1940 — 15 августа 1941);
- Дивизионный комиссар, с 6 декабря 1942 — Генерал-майор Лукашин Пётр Тимофеевич (22 августа 1941 — 5 августа 1945).

### Начальники штаба
- Генерал-лейтенант, с 12 октября 1941 — Генерал-полковник Смородинов Иван Васильевич (14 января 1941 — 18 августа 1943);
- Генерал-майор, с 13 сентября 1944 — Генерал-лейтенант Шевченко Фёдор Иванович (18 августа 1943 — 5 августа 1945).

### Командующий БТ и МВ
- Полковник  Другов П. И. (3 июня — 26 августа 1941);
- Полковник Линёв А. А. (4 сентября 1941 — 26 января 1942);
- Генерал-майор танковых войск Антонов Г.  Я. (12 октября 1942 — 7 июня 1943);
- Полковник Зябрев Павел Сергеевич (29 июня — 1 июля 1943);
- Подполковник  Демехин М. Г. (1 июля — 27 ноября 1943);
- Генерал-майор танковых войск Радкевич Николай Николаевич (15 декабря 1943 — 5 августа 1945).
- с 20.04.1945 заместитель командующего БТ и МВ генерал-майор танковых войск Коротков, Виктор Васильевич.

### Командующие ВВС
- Генерал-лейтенант авиации Гусев Константин Михайлович (декабрь 1940 — 17 июля 1941);
- Генерал-полковник авиации Жигарев Павел Фёдорович (26 апреля — 15 августа 1942).